# Daisuke Nasu
Daisuke Nasu (jap. 那須 大亮, Nasu Daisuke; * 10. Oktober 1981 in Makurazaki, Präfektur Kagoshima) ist ein ehemaliger japanischer Fußballspieler.

## Karriere

### Verein
Nasu begann mit dem Fußball während der Mittelschule, wo er in der Mannschaft seiner Mittelschule Makurazaki spielte. Danach besuchte er die 50 km entfernte Handelsoberschule Kagoshima, die bereits eine Vielzahl an Profifußballern hervorbrachte. Dennoch begann er nicht sofort eine Karriere als Profifußballer, sondern zuerst ein Studium an der Komazawa-Universität. 2002 wurde er dann vom Erstligisten Yokohama F. Marinos unter Vertrag genommen und spielte dann für Tokyo Verdy, Júbilo Iwata, Kashiwa Reysol und von 2013 bis 2018 für die Urawa Red Diamonds. Nach 127 Ligaspielen für Urawa wechselte er im Januar 2018 zu Vissel Kōbe. Hier brachte er es auf neun Erstligaspiele.
Am 1. Februar 2020 beendete er seine Karriere als Fußballspieler.

### Nationalmannschaft
Mit der japanischen Nationalmannschaft qualifizierte er sich für die Olympischen Sommerspiele 2004.

## Erfolge
Yokohama F. Marinos
- Japanischer Meister: 2003, 2004

Kashiwa Reysol
- Japanischer Pokalsieger: 2012
- Japanischer Supercup-Sieger: 2012

Júbilo Iwata
- Japanischer Ligapokalsieger: 2010

Urawa Red Diamonds
- Japanischer Ligapokalsieger: 2016
- Japanischer Pokalsieger: 2018
- AFC-Champions-League-Sieger: 2017
- Copa Suruga Bank: 2017

## Auszeichnungen
- J.League Best Young Player: 2003
- J. League Best Eleven: 2013